# 富山市立三郷小学校
富山市立三郷小学校（とやましりつ さんごうしょうがっこう）は富山県富山市にあった公立小学校。

## 概要
お洒落なコンクリート造りの外観が特徴の校舎を持つ小規模校であった。校門前には鯉が泳ぐ池があり、子どもたちの癒しの場となっていた。また、総合の時間では実際に地域の川で生き物採集を行うなど、自然に関する授業が充実していた。
なお、校舎は閉校後も富山市立三成小学校の校舎として引き続き使用される。

## 沿革
- 1873年 - 新堀小学校、一田中村小学校の2校が誕生[3]。
- 1874年 - 三ツ屋小学校、沖小学校創立[4]。
- 1876年 - 水橋地区の上記4つの小学校が合併して開校[2]。
- 1878年 - 三郷、新堀、二ッ屋の3校に分かれる[4]。
- 1887年 - 的場、常願寺、二ツ屋各簡易小学校となる[4]。
- 1892年 - 肘崎、常願寺、東三郷各尋常小学校となる[4]。
- 1905年 - 3校を統合し、現在地に三郷尋常小学校として開校、新校舎を新築[5]。
- 1911年12月 - 校舎全焼[6]。
- 1913年11月 - 本校舎竣工[6]。
- 1924年 - 高等科を設置し、東三郷西三郷学校組合立三郷尋常高等小学校と改称[6]。
- 1929年 - 校地を拡張、校舎増改築[6]。
- 1941年 - 三郷国民学校と改称[6]。
- 1942年 - 校旗を新調[6]。
- 1947年 - 高等科を廃止し、三郷小学校と改称[6]。
- 1954年4月 - 水橋町立となる[6]。
- 1957年10月 - 校舎一部増改築（音楽室など）[6]。
- 1963年
  - 7月 - 校地拡張[6]。
  - 11月 - 給食室新築[6]。
- 1964年12月 - 校歌を制定[6]。
- 1965年
  - 6月 - 校舎改築を水橋町議会で決定[6]。
  - 11月 - 鉄筋校舎起工[6]。
- 1966年
  - 4月 - 鉄筋校舎第1期工事竣工。特殊学級設置[6]。
  - 5月 - 富山市立三郷小学校と改称[6]。
- 1967年4月 - 鉄筋校舎第2、第3期工事竣工（同年5月に落成式）[6]。
- 1970年2月 - 新体育館竣工（1978年1月に体育館屋上に融雪装置が完成）[6]。
- 2015年 - 新校舎が完成[3]。
- 2022年3月末 - 新設の富山市立三成小学校に統合され、閉校[2]（同年3月16日に閉校式[7]）。

## 通学区域
水橋池田舘、水橋池田町、水橋伊勢屋、水橋市田袋、水橋入江、水橋沖、水橋肘崎、水橋開発、水橋金尾、水橋金尾新、水橋上的場、水橋柴草、水橋小路、水橋新堀、水橋常願寺、水橋高堂、水橋中新町、水橋中村、水橋入部町、水橋番頭名、水橋二杉、水橋二ッ屋、水橋的場

## 進学先
- 富山市立三成中学校

## 周辺
- 富山県道379号水橋停車場水橋小路線